# Masters of the Air
Masters of the Air is een televisieserie uit 2024 over de Tweede Wereldoorlog. Het is een coproductie van Steven Spielberg en Tom Hanks, waarin de rol van het Eighth Air Force van de United States Army Air Forces in de oorlog wordt getoond. 
Masters of the Air is gebaseerd op het boek Masters of the Air: America’s Bomber Boys Who Fought the Air War Against Nazi Germany van Donald L. Miller.
De serie wordt vanaf vrijdag 26 januari 2024 uitgezonden door Apple TV+.

## Afleveringen
| Nr. | Titel      | Regisseur               | Schrijver(s)                                          | Originele uitzenddatum |
| --- | ---------- | ----------------------- | ----------------------------------------------------- | ---------------------- |
| 1 | Part One   | Cary Joji Fukunaga      | John Shiban & John Orloff                             | 26 januari 2024        |
| In het voorjaar van 1943 vertrekken USAAF-majoors Gale Cleven en John Egan van het 100ste Bombardment Group naar Engeland om zich aan te sluiten bij de geallieerde oorlogsinspanningen tegen Nazi-Duitsland. In juni wordt het 100ste, bestaande uit drie squadrons B-17-bommenwerpers van de RAF-basis Thorpe Abbotts, op een bombardementsmissie gestuurd om militaire doelen in het Duitse Bremen te vernietigen. Ondanks het gebruik van het geavanceerde Norden-bommenrichtersysteem kunnen de bommenwerpers hun doelwitten niet bevestigen vanwege de zware bewolking en wordt de missie afgebroken. Het 100ste wordt gedwongen door zwaar luchtafweervuur te vliegen en wordt vervolgens aangevallen door Luftwaffe-gevechtspiloten. De mislukte missie resulteert in het verlies van drie vliegtuigen en dertig man, terwijl groepscommandant kolonel Harold Huglin van zijn bevel wordt ontheven nadat hij een maagzweer heeft opgelopen. |            |                         |                                                       |                        |
| 2 | Part Two   | Cary Joji Fukunaga      | John Orloff                                           | 26 januari 2024        |
| Het 100ste heeft te kampen met hun eerste gevechtsverliezen. In een pub dagen enkele RAF-leden de Amerikaanse tactiek van hun aanvallen bij dag uit. Luitenant Curtis Biddick voelt zich niet gerespecteerd en verslaat een Britse piloot in een bokswedstrijd met blote vuisten. Wanneer majoor Marvin Bowman door ziekte arbeidsongeschikt wordt, krijgt Cleven de taak om het 100ste te leiden op hun tweede missie: het bombarderen van Duitse U-bootloodsen in Noorwegen. Luitenant Harry Crosby navigeert, ondanks zijn luchtziekte, met succes door de missie. De B-17 van Biddick geraakt beschadigd. De andere vliegtuigen verminderen luchtsnelheid om bij Biddicks vliegtuig te blijven, dat veilig een noodlanding maakt in Schotland. |            |                         |                                                       |                        |
| 3 | Part Three | Cary Joji Fukunaga      | John Orloff                                           | 2 februari 2024        |
| Op 17 augustus 1943 neemt het 100ste deel aan de Schweinfurt-Regensburg-missie om vliegtuigfabrieken diep in Duitsland te vernietigen vooraleer ze naar Noord-Afrika reizen. Biddick en zijn copiloot worden gedood door de Luftwaffe. Quinn brengt zich met een parachute in veiligheid nadat zijn B-17 wordt vernietigd. Hij landt in België en wordt opgewacht door verzetsleden uit een ontsnappingslinie. Egan en Cleven arriveren in Afrika, samen met de overlevende leden van het 100ste. |            |                         |                                                       |                        |
| 4 | Part Four  | Cary Joji Fukunaga      | John Orloff                                           | 9 februari 2024        |
| In oktober 1943 arriveren nieuwe B-17-bemanningen, waaronder luitenant Robert Rosenthal. Het 100ste bombardeert Bremen opnieuw. Egan voelt de gevolgen van de uitputting van de strijd en wordt met verlof naar Londen gestuurd, waar hij een onenightstand heeft met een Poolse oorlogsweduwe. Wanneer Egan ontdekt dat Cleven niet is teruggekeerd uit Bremen keert hij vroegtijdig terug naar zijn dienst. Ondertussen wordt Quinn begeleid door Belgische verzetssmokkelaars. Hij ontmoet ook twee andere Amerikaanse piloten, waaronder Bob, die wordt gedood nadat hij wordt ontmaskerd als Duitse infiltrant. Quinn en de anderen komen met de trein aan in het door Duitsland bezette Parijs op weg naar Spanje. |            |                         |                                                       |                        |
| 5 | Part Five  | Anna Boden & Ryan Fleck | John Orloff                                           | 16 februari 2024       |
| De 100ste keert terug van de missie in Bremen na zware verliezen te hebben geleden. Crosby vervangt Payne als hoofdnavigator wordt gepromoveerd tot kapitein. Egan leidt slechts enkele dagen na de missie in Bremen opnieuw een bombardement op Münster. De missie eindigt rampzalig voor het 100e wanneer op één na alle B-17's, bestuurd door Rosenthal, worden neergeschoten. Nadat hij uit zijn gedoemde vliegtuig is gered, parachuteert Egan op het Duitse platteland van Westfalen. |            |                         |                                                       |                        |
| 6 | Part Six   | Anna Boden & Ryan Fleck | John Orloff                                           | 23 februari 2024       |
| Egan wordt gevangengenomen en sterft bijna nadat hij en andere neergehaalde piloten na een bombardement in Rüsselsheim am Main worden aangevallen door woedende Duitse burgers. Hij wordt voor ondervraging naar Dulag Luft gebracht voordat hij wordt overgebracht naar Stalag Luft III. Daar ontmoet hij andere kameraden van het 100e, waaronder Cleven. Rosenthal en zijn bemanning worden voor ontspanning en begeleiding naar een landgoed gestuurd, waar Rosenthal zich tegen verzet. Crosby woont een conferentie bij aan de Universiteit van Oxford, waar hij een Britse ATS-officier ontmoet met wie hij een band krijgt voordat ze onverwachts wordt weggeroepen. |            |                         |                                                       |                        |
| 7 | Part Seven | Dee Rees                | John Orloff                                           | 1 maart 2024           |
| In maart 1944 verliest het 100ste vijftien B-17's en honderdvijftig man tijdens een missie boven Berlijn. Hun volgende aanval blijkt succesvoller wanneer de bommenwerpers worden bewaakt door P-51 Mustang-jagersquadrons. Ze zijn boos als ze horen dat het aantal missies dat nodig is om een bemanning te kunnen ontslaan, wordt verhoogd tot achtentwintig. Rosenthal voltooit zijn vijfentwintigste missie, maar besluit zich opnieuw aan te melden. Hij ontdekt dat generaal Doolittle van plan is de bemanningen van de B-17 als aas te gebruiken om de Luftwaffe de lucht in te trekken om de P-51's het hoofd te bieden. Rosenthal krijgt het bevel over het 350ste. Crosby begint een affaire met ATS-officier Wesgate. Quinn keert terug naar de basis en wordt vrijgesteld van verdere missies vanwege zijn kennis van de ontsnappingslijnen. In Stalag Luft III bouwen Cleven en andere krijgsgevangenen een kristalradio om af te stemmen op het BBC-nieuws. Een grote groep Britse gevangenen ontsnapt. Cleven, Egan en de andere Amerikaanse officieren worden bedreigd dat het kamp zal worden overgedragen aan de SS en de Gestapo als er verdere ontsnappingspogingen plaatsvinden. |            |                         |                                                       |                        |
| 8 | Part Eight | Dee Rees                | John Orloff & Joel Anderson Thompson & Morwenna Banks | 8 maart 2024           |
| In juni 1944 voert Crosby de operationele planning uit voor tweehonderd bombardementsmissies tegen Wehrmacht-posities in Frankrijk ter voorbereiding op Operatie Overlord. Hij werkt drie dagen achter elkaar, valt flauw en slaapt tijdens D-day. Er is vrijwel geen weerstand van de Luftwaffe. Tijdens Operatie Dragoon worden de Tuskegee Airmen van het 99ste Fighter Squadron neergehaald terwijl ze Duitse posities aan de Côte d'Azur aanvallen. Luitenants Richard Macon, Robert Daniels en Alexander Jefferson worden overgebracht naar Stalag Luft III, dat nu onder controle staat van de SS. Ze worden door Cleven uitgenodigd om mee te doen aan de voorbereidingen voor een mogelijke uitbraak, nu het Rode Leger nadert. |            |                         |                                                       |                        |
| 9 | Part Nine  | Tim Van Patten          | John Orloff & Joel Anderson Thompson                  | 15 maart 2024          |
| In februari 1945 wordt het vliegtuig van Rosenthal neergeschoten boven Berlijn. Hij parachuteert in niemandsland en wordt gered door het Rode Leger. De Duitsers evacueren Stalag Luft III, waardoor de gevangenen onder ijskoude omstandigheden moeten marcheren. Ze worden per trein naar Neurenberg gebracht voordat ze worden geïnterneerd in Stalag XIII. Als ze opnieuw worden gedwongen te marcheren, proberen Cleven en Egan te ontsnappen, maar alleen Cleven slaagt daarin. Cleven overleeft een aanval van Volkssturm-kinderen voordat hij eenheden van het Amerikaanse leger tegenkomt. Egan en de andere gevangenen worden naar Stalag VII gebracht en kort daarna vrijgelaten. In Poznań gaat majoor Rosenthal Fort VII binnen en is hij getuige van de verschrikkingen van de Holocaust. Cleven, Egan, Rosenthal en Crosby herenigen zich bij Thorpe Abbotts. Ze nemen deel aan Operatie Manna en Chowhound om voedsel te leveren aan de Nederlandse bevolking die getroffen is door de Hongerwinter. Na de Duitse capitulatie vertrekt het 100ste naar huis. De serie eindigt met een montage waarin de toekomstige levens van de hoofdpersonages worden uitgelegd.                     |            |                         |                                                       |                        |

## Cast
- Austin Butler als majoor Gale Cleven
- Callum Turner als majoor John Egan
- Anthony Boyle als luitenant Harry Crosby
- Barry Keoghan als luitenant Curtis Biddick
- Nikolai Kinski als kolonel Harold Huglin
- Stephen Campbell Moore als majoor Marvin "Red" Bowman
- Sawyer Spielberg als luitenant Roy Frank Claytor
- Isabel May als Marjorie "Marge" Spencer
- James Murray als kolonel Neil "Chick" Harding
- David Shields als majoor Everett Blakely
- James Meunier als luitenant Kenneth Lorch
- George Smale als luitenant Raymond Nutting
- Oaklee Pendergast als sergeant William Hinton
- Kieron Moore als sergeant Clifford Starkey
- Kai Alexander als sergeant William Quinn
- Bailey Brook als sergeant Charles K. Bailey
- Ben Radcliffe als kapitein John D. Brady
- Adam Long als kapitein Bernard DeMarco
- Darragh Cowley als luitenant Glenn Graham
- Elliot Warren als luitenant James Douglass
- Jordan Coulson als luitenant Howard "Hambone" Hamilton
- Louis Greatorex als kapitein Joseph "Bubbles" Payne
- Tommy Jessop als Tommy
- Rafferty Law als sergeant Ken Lemmons
- Dean Ridge als Richard L. Snyder
- James Frecheville als majoor Bill Veal
- Sonny Ashbourne Serkis als luitenant James Evans
- Jojo Macari als kapitein Oran Petrich
- Lino Facioli als luitenant Adams
- Freddy Carter als luitenant David Friedkin
- Fionn O'Shea als sergeant Steve Bosser
- Nitai Levi als sergeant Paul A. Vrabec jr.
- Jon Ewart als luitenant William Couch
- Max Hastings als luitenant Kenneth Allen
- Neil Pendleton als sergeant William Stewart
- Elliott Ross als luitenant Donald Strout
- Edward Ashley als luitenant-kolonel John B. Kidd
- Louis Sparks als sergeant Lester Saunders
- Alex Boxall als sergeant Monroe Thornton
- Nate Mann als majoor Robert "Rosie" Rosenthal
- Ben Vincent als luitenant John Fredrick
- Eric Tiede als RAF-piloot
- Matt Gavan als kapitein Charles Bean Cruikshank
- Alfie Tempest als Sammy
- Jake Wardle als sergeant James Gibson
- Jonas Moore als kapitein Frank Murphy
- Tom Joyner als kapitein Robert "Stormy" Becker
- Dan Robins als luitenant James Williams
- Josh Bolt als luitenant Winifred "Pappy" Lewis
- Adam Silver als luitenant David Solomon
- Patrik Krivanek als sergeant Joe F. Hruskocy
- Thomas Flynn als luitenant Sam Barr
- Phillip Forest Lewitski als luitenant Francis Harper
- Ian Dunnett als luitenant Ronald C. Bailey
- George Webster als luitenant Glenn W. Dye
- Emma Canning als Helen
- Danielle Phillips als Alice
- Harriet Leitch als Katherine "Tatty" Spaatz
- Bobby Johnson als luitenant James P. Fitton
- Jonathan Halliwell als sergeant William J. DeBlasio
- Riley Neldam als sergeant Michael V. Boccuzzi
- Jamie Passey als Kriegie
- Ben Segers als Vincent, een Belgische verzetsstrijder

## Productie

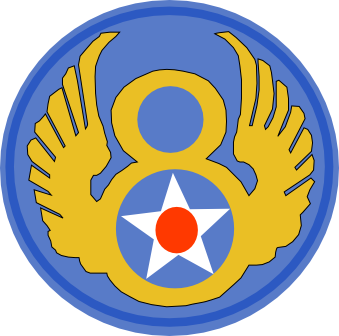
Embleem van het Eighth Air Force tijdens de Tweede Wereldoorlog

Geruchten over een derde op de Tweede Wereldoorlog gebaseerde miniserie in dezelfde geest als Band of Brothers en The Pacific, ontwikkeld door Tom Hanks en Steven Spielberg, begonnen in oktober 2012, met de nadruk op de vliegtuigbemanningen van de United States Army Air Forces van de "Mighty Eighth". In januari 2013 bevestigde HBO dat het bezig was met de ontwikkeling van de miniserie, gebaseerd op Donald L. Miller's boek Masters of the Air: America's Bomber Boys Who Fought the Air War Against Nazi Germany.
In oktober 2019 werd gemeld dat Apple een deal had gesloten met de respectievelijke productiebedrijven van Spielberg en Hanks om de serie exclusief op Apple TV+ te streamen in plaats van op HBO. HBO bevestigde in een verklaring dat het heeft besloten om niet verder te gaan met de serie. Deadline Hollywood meldde dat de serie tien afleveringen bevat met een productiekost van meer dan 200 miljoen dollar, terwijl The Hollywood Reporter zei dat het negen afleveringen bevat met een productiekost van 250 miljoen dollar. De website Footsteps Research meldde dat de serie zich zou richten op de 100th Bombardment Group of the Eighth Air Force.
In oktober 2020 werd aangekondigd dat Cary Joji Fukunaga de eerste drie afleveringen van de serie zou regisseren. In februari 2021 werden Austin Butler en Callum Turner gecast. Anthony Boyle en Nate Mann voegden zich in maart bij de cast, en Raff Law, James Murray en Tommy Jessop in april. Freddy Carter onthulde zijn casting in een interview in mei, terwijl setfoto's onthulden dat Barry Keoghan ook was gecast. In juni werd Dee Rees aangekondigd als regisseur van afleveringen van de serie. In juli werden Anna Boden en Ryan Fleck ook aangekondigd als regisseurs van afleveringen.
In februari 2021 werd gemeld dat de productie was begonnen in Groot-Brittannië, in de Dalton Barracks in Oxfordshire, Engeland. Er werd met terugwerkende kracht een tijdelijke bouwvergunning van 12 maanden aangevraagd voor Newland Park, Chalfont St. Peter, na de bouw van een kazerne uit de Tweede Wereldoorlog op de site. De opnames werden in juli even onderbroken vanwege positieve COVID-19-tests. De productie vond ook plaats in Hemel Hempstead.